# Éliminatoires de la Coupe du monde de football 2014, zone Europe, groupe D
Cet article donne les résultats des matches du groupe D de la zone Europe du tour préliminaire de la coupe du monde de football 2014.

## Classement
| Rang | Équipe   | Pts | J  | G | N | P  | Bp | Bc | Diff |  | Résultats (▼ dom., ► ext.) |     |     |     |     |     |     |
| ---- | -------- | --- | -- | - | - | -- | -- | -- | ---- |  | -------------------------- | --- | --- | --- | --- | --- | --- |
| 1    | Pays-Bas | 28  | 10 | 9 | 1 | 0  | 34 | 5  | +29  |  | Pays-Bas                   |     | 4-0 | 8-1 | 2-0 | 3-0 | 3-0 |
| 2    | Roumanie | 19  | 10 | 6 | 1 | 3  | 19 | 12 | +7   |  | Roumanie                   | 1-4 |     | 3-0 | 0-2 | 2-0 | 4-0 |
| 3    | Hongrie  | 17  | 10 | 5 | 2 | 3  | 21 | 20 | +1   |  | Hongrie                    | 1-4 | 2-2 |     | 3-1 | 5-1 | 2-0 |
| 4    | Turquie  | 16  | 10 | 5 | 1 | 4  | 16 | 9  | +7   |  | Turquie                    | 0-2 | 0-1 | 1-1 |     | 3-0 | 5-0 |
| 5    | Estonie  | 7   | 10 | 2 | 1 | 7  | 6  | 20 | -14  |  | Estonie                    | 2-2 | 0-2 | 0-1 | 0-2 |     | 2-0 |
| 6    | Andorre  | 0   | 10 | 0 | 0 | 10 | 0  | 30 | -30  |  | Andorre                    | 0-2 | 0-4 | 0-5 | 0-2 | 0-1 |     |

- Les Pays-Bas sont assurés d'être premier du groupe et sont donc qualifiés pour la coupe du monde de football de 2014 grâce à leur victoire (0-2) en Andorre et à la victoire (0-2) de la Turquie en Roumanie, le 10 septembre 2013.
- L'Estonie est éliminée à la suite de sa défaite (5-1) en Hongrie, le 10 septembre 2013.
- L'Andorre est éliminée à la suite de sa défaite (5-0) en Turquie, le 6 septembre 2013.

## Résultats et calendrier
Le calendrier du groupe D aurait dû être adopté le 24 octobre 2011 à Amsterdam, mais les équipes ne parvenant pas à un accord, l'ordre des matches a été fixé par tirage au sort le 21 décembre 2011, toujours à Amsterdam.
| 1re journée                  | Andorre | 0 – 5   | Hongrie                                                      | Estadi Comunal d’Aixovall, Andorre-la-Vieille     |                                                   |
| 7 septembre 2012 20:30 UTC+2 |         | (0 - 2) | 12e Juhász · 33e Gera · 54e Szalai · 68e Priskin · 82e Koman | Spectateurs : 815 Arbitrage : Emir Alečković (en) | Spectateurs : 815 Arbitrage : Emir Alečković (en) |
| 7 septembre 2012 20:30 UTC+2 | Rapport |         |                                                              | Spectateurs : 815 Arbitrage : Emir Alečković (en) | Spectateurs : 815 Arbitrage : Emir Alečković (en) |

|             | Pays-Bas                        | 2 – 0   | Turquie | Amsterdam ArenA, Amsterdam                               |                                                          |
| 20:30 UTC+2 | van Persie 17e · Narsingh 90+3e | (1 - 0) |         | Spectateurs : 49 500 Arbitrage : Carlos Velasco Carballo | Spectateurs : 49 500 Arbitrage : Carlos Velasco Carballo |
| 20:30 UTC+2 | Rapport                         |         |         | Spectateurs : 49 500 Arbitrage : Carlos Velasco Carballo | Spectateurs : 49 500 Arbitrage : Carlos Velasco Carballo |

|             | Estonie | 0 – 2   | Roumanie               | A. Le Coq Arena, Tallinn                      |                                               |
| 21:00 UTC+3 |         | (0 - 0) | 56e Torje · 76e Marica | Spectateurs : 7 936 Arbitrage : Milorad Mažić | Spectateurs : 7 936 Arbitrage : Milorad Mažić |
| 21:00 UTC+3 | Rapport |         |                        | Spectateurs : 7 936 Arbitrage : Milorad Mažić | Spectateurs : 7 936 Arbitrage : Milorad Mažić |

| 2e journée                    | Turquie                              | 3 – 0   | Estonie | Stade Şükrü-Saracoğlu, Istanbul                |                                                |
| 11 septembre 2012 21:00 UTC+3 | Belözoğlu 44e · Bulut 60e · Inan 75e | (1 - 0) |         | Spectateurs : 44 168 Arbitrage : Marcin Borski | Spectateurs : 44 168 Arbitrage : Marcin Borski |
| 11 septembre 2012 21:00 UTC+3 | Rapport                              |         |         | Spectateurs : 44 168 Arbitrage : Marcin Borski | Spectateurs : 44 168 Arbitrage : Marcin Borski |

|             | Hongrie             | 1 – 4   | Pays-Bas                                       | Stade Ferenc-Puskás, Budapest                  |                                                |
| 20:30 UTC+2 | Dzsudzsák 7e (pen.) | (1 - 2) | 3e 53e Lens · 19e Martins Indi · 75e Huntelaar | Spectateurs : 22 700 Arbitrage : Pedro Proença | Spectateurs : 22 700 Arbitrage : Pedro Proença |
| 20:30 UTC+2 | Rapport             |         |                                                | Spectateurs : 22 700 Arbitrage : Pedro Proença | Spectateurs : 22 700 Arbitrage : Pedro Proença |

|             | Roumanie                                        | 4 – 0   | Andorre | Arena Națională, Bucarest                               |                                                         |
| 20:30 UTC+3 | Torje 29e · Lazăr 44e · Găman 90e · Maxim 90+3e | (2 - 0) |         | Spectateurs : 24 630 Arbitrage : Pavle Radovanović (en) | Spectateurs : 24 630 Arbitrage : Pavle Radovanović (en) |
| 20:30 UTC+3 | Rapport                                         |         |         | Spectateurs : 24 630 Arbitrage : Pavle Radovanović (en) | Spectateurs : 24 630 Arbitrage : Pavle Radovanović (en) |

| 3e journée                  | Pays-Bas                                      | 3 – 0   | Andorre | De Kuip, Rotterdam                                     |                                                        |
| 12 octobre 2012 20:30 UTC+2 | van der Vaart 7e · Huntelaar 15e · Shaken 50e | (2 - 0) |         | Spectateurs : 43 000 Arbitrage : Aleksei Kulbakov (en) | Spectateurs : 43 000 Arbitrage : Aleksei Kulbakov (en) |
| 12 octobre 2012 20:30 UTC+2 | Rapport                                       |         |         | Spectateurs : 43 000 Arbitrage : Aleksei Kulbakov (en) | Spectateurs : 43 000 Arbitrage : Aleksei Kulbakov (en) |

|             | Turquie | 0 – 1   | Roumanie   | Stade Şükrü-Saracoğlu, Istanbul              |                                              |
| 20:30 UTC+3 |         | (0 - 1) | 45e Grozav | Spectateurs : 46 203 Arbitrage : Howard Webb | Spectateurs : 46 203 Arbitrage : Howard Webb |
| 20:30 UTC+3 | Rapport |         |            | Spectateurs : 46 203 Arbitrage : Howard Webb | Spectateurs : 46 203 Arbitrage : Howard Webb |

|             | Estonie | 0 – 1   | Hongrie    | A. Le Coq Arena, Tallinn                    |                                             |
| 21:30 UTC+3 |         | (0 - 0) | 47e Hajnal | Spectateurs : 5 661 Arbitrage : Liran Liany | Spectateurs : 5 661 Arbitrage : Liran Liany |
| 21:30 UTC+3 | Rapport |         |            | Spectateurs : 5 661 Arbitrage : Liran Liany | Spectateurs : 5 661 Arbitrage : Liran Liany |

| 4e journée                  | Andorre | 0 – 1   | Estonie  | Estadi Comunal d’Aixovall, Andorre-la-Vieille     |                                                   |
| 16 octobre 2012 19:00 UTC+2 |         | (0 - 0) | 57e Oper | Spectateurs : 723 Arbitrage : Dimitar Meckarovski | Spectateurs : 723 Arbitrage : Dimitar Meckarovski |
| 16 octobre 2012 19:00 UTC+2 | Rapport |         |          | Spectateurs : 723 Arbitrage : Dimitar Meckarovski | Spectateurs : 723 Arbitrage : Dimitar Meckarovski |

|             | Hongrie                                  | 3 – 1   | Turquie    | Stade Ferenc-Puskás, Budapest                   |                                                 |
| 20:30 UTC+2 | Koman 31e · Szalai 50e · Gera 57e (pen.) | (1 - 1) | 22e Erding | Spectateurs : 21 563 Arbitrage : Daniele Orsato | Spectateurs : 21 563 Arbitrage : Daniele Orsato |
| 20:30 UTC+2 | Rapport                                  |         |            | Spectateurs : 21 563 Arbitrage : Daniele Orsato | Spectateurs : 21 563 Arbitrage : Daniele Orsato |

|             | Roumanie   | 1 – 4   | Pays-Bas                                                                 | Arena Națională, Bucarest                      |                                                |
| 21:00 UTC+3 | Marica 40e | (1 - 3) | 9e Lens · 29e Martins Indi · 45+1e (pen.) van der Vaart · 86e van Persie | Spectateurs : 53 329 Arbitrage : Craig Thomson | Spectateurs : 53 329 Arbitrage : Craig Thomson |
| 21:00 UTC+3 | Rapport    |         |                                                                          | Spectateurs : 53 329 Arbitrage : Craig Thomson | Spectateurs : 53 329 Arbitrage : Craig Thomson |

| 5e journée               | Andorre | 0 – 2   | Turquie                 | Estadi Comunal d'Aixovall, Andorre-la-Vieille   |                                                 |
| 22 mars 2013 19:15 UTC+1 |         | (0 - 2) | 30e Inan · 45+1e Yılmaz | Spectateurs : 910 Arbitrage : Nerijus Dunauskas | Spectateurs : 910 Arbitrage : Nerijus Dunauskas |
| 22 mars 2013 19:15 UTC+1 | Rapport |         |                         | Spectateurs : 910 Arbitrage : Nerijus Dunauskas | Spectateurs : 910 Arbitrage : Nerijus Dunauskas |

|             | Pays-Bas                                         | 3 – 0   | Estonie | Amsterdam ArenA, Amsterdam                       |                                                  |
| 20:30 UTC+1 | van der Vaart 47e · van Persie 72e · Schaken 84e | (0 - 0) |         | Spectateurs : 48 675 Arbitrage : Vitaliy Meshkov | Spectateurs : 48 675 Arbitrage : Vitaliy Meshkov |
| 20:30 UTC+1 | Rapport                                          |         |         | Spectateurs : 48 675 Arbitrage : Vitaliy Meshkov | Spectateurs : 48 675 Arbitrage : Vitaliy Meshkov |

|             | Hongrie                            | 2 – 2   | Roumanie                        | Stade Ferenc-Puskás, Budapest                          |                                                        |
| 20:30 UTC+1 | Vanczák 16e · Dzsudzsák 71e (pen.) | (1 - 0) | 68e (pen.) Mutu · 90+2e Chipciu | Spectateurs : 0 (huis clos) Arbitrage : Wolfgang Stark | Spectateurs : 0 (huis clos) Arbitrage : Wolfgang Stark |
| 20:30 UTC+1 | Rapport                            |         |                                 | Spectateurs : 0 (huis clos) Arbitrage : Wolfgang Stark | Spectateurs : 0 (huis clos) Arbitrage : Wolfgang Stark |

| 6e journée               | Pays-Bas                                                 | 4 – 0   | Roumanie | Amsterdam ArenA, Amsterdam                        |                                                   |
| 26 mars 2013 20:30 UTC+1 | van der Vaart 12e · van Persie 56e 65e (pen.) · Lens 90e | (1 - 0) |          | Spectateurs : 47 496 Arbitrage : Mark Clattenburg | Spectateurs : 47 496 Arbitrage : Mark Clattenburg |
| 26 mars 2013 20:30 UTC+1 | Rapport                                                  |         |          | Spectateurs : 47 496 Arbitrage : Mark Clattenburg | Spectateurs : 47 496 Arbitrage : Mark Clattenburg |

|             | Estonie                    | 2 – 0   | Andorre | A. Le Coq Arena, Tallinn                    |                                             |
| 19:00 UTC+2 | Anier 45+1e · Lindpere 61e | (1 - 0) |         | Spectateurs : 5 237 Arbitrage : Ján Valášek | Spectateurs : 5 237 Arbitrage : Ján Valášek |
| 19:00 UTC+2 | Rapport                    |         |         | Spectateurs : 5 237 Arbitrage : Ján Valášek | Spectateurs : 5 237 Arbitrage : Ján Valášek |

|             | Turquie    | 1 – 1   | Hongrie  | Stade Şükrü-Saracoğlu, Istanbul                |                                                |
| 20:30 UTC+2 | Yılmaz 64e | (0 - 0) | 71e Böde | Spectateurs : 37 904 Arbitrage : Milorad Mažić | Spectateurs : 37 904 Arbitrage : Milorad Mažić |
| 20:30 UTC+2 | Rapport    |         |          | Spectateurs : 37 904 Arbitrage : Milorad Mažić | Spectateurs : 37 904 Arbitrage : Milorad Mažić |

| 7e journée                   | Estonie           | 2 – 2   | Pays-Bas                             | A. Le Coq Arena, Tallinn                           |                                                    |
| 6 septembre 2013 21:30 UTC+3 | Vassiljev 17e 56e | (1 - 1) | 1re Robben · 90+3e (pen.) van Persie | Spectateurs : 10 210 Arbitrage : Serhiy Boyko (en) | Spectateurs : 10 210 Arbitrage : Serhiy Boyko (en) |
| 6 septembre 2013 21:30 UTC+3 | Rapport           |         |                                      | Spectateurs : 10 210 Arbitrage : Serhiy Boyko (en) | Spectateurs : 10 210 Arbitrage : Serhiy Boyko (en) |

|             | Turquie                                      | 5 – 0   | Andorre | Kadir Has Stadium, Kayseri                    |                                               |
| 21:00 UTC+3 | Bulut 35e 39e 68e · Yılmaz 64e · Turan 90+3e | (2 - 0) |         | Spectateurs : 21 923 Arbitrage : Sven Bindels | Spectateurs : 21 923 Arbitrage : Sven Bindels |
| 21:00 UTC+3 | Rapport                                      |         |         | Spectateurs : 21 923 Arbitrage : Sven Bindels | Spectateurs : 21 923 Arbitrage : Sven Bindels |

|             | Roumanie                              | 3 – 0   | Hongrie | Arena Națională, Bucarest                        |                                                  |
| 21:00 UTC+3 | Marica 2e · Pintilii 31e · Tănase 88e | (2 - 0) |         | Spectateurs : 41 405 Arbitrage : Alberto Undiano | Spectateurs : 41 405 Arbitrage : Alberto Undiano |
| 21:00 UTC+3 | Rapport                               |         |         | Spectateurs : 41 405 Arbitrage : Alberto Undiano | Spectateurs : 41 405 Arbitrage : Alberto Undiano |

| 8e journée                    | Roumanie | 0 – 2   | Turquie                   | Arena Națională, Bucarest                          |                                                    |
| 10 septembre 2013 21:00 UTC+3 |          | (0 - 1) | 22e Yılmaz · 90+5e Erding | Spectateurs : 44 537 Arbitrage : Svein Oddvar Moen | Spectateurs : 44 537 Arbitrage : Svein Oddvar Moen |
| 10 septembre 2013 21:00 UTC+3 | Rapport  |         |                           | Spectateurs : 44 537 Arbitrage : Svein Oddvar Moen | Spectateurs : 44 537 Arbitrage : Svein Oddvar Moen |

|             | Hongrie                                                               | 5 – 1   | Estonie  | Stade Ferenc-Puskás, Budapest                         |                                                       |
| 20:30 UTC+2 | Klavan 11e (csc) · Hajnal 21e · Böde 41e · Németh 69e · Dzsudzsák 85e | (3 - 0) | 48e Kink | Spectateurs : 7 741 Arbitrage : Aleksei Kulbakov (en) | Spectateurs : 7 741 Arbitrage : Aleksei Kulbakov (en) |
| 20:30 UTC+2 | Rapport                                                               |         |          | Spectateurs : 7 741 Arbitrage : Aleksei Kulbakov (en) | Spectateurs : 7 741 Arbitrage : Aleksei Kulbakov (en) |

|             | Andorre | 0 – 2   | Pays-Bas           | Estadi Comunal d’Aixovall, Andorre-la-Vieille    |                                                  |
| 20:30 UTC+2 |         | ((0-0)) | 49e 53e van Persie | Spectateurs : 1 100 Arbitrage : Ante Vučemilović | Spectateurs : 1 100 Arbitrage : Ante Vučemilović |
| 20:30 UTC+2 | Rapport |         |                    | Spectateurs : 1 100 Arbitrage : Ante Vučemilović | Spectateurs : 1 100 Arbitrage : Ante Vučemilović |

| 9e journée                  | Pays-Bas                                                                                                 | 8 – 1   | Hongrie              | Amsterdam ArenA, Amsterdam  |                             |
| 11 octobre 2013 20:30 UTC+2 | van Persie 16e 44e 52e · Strootman 25e · Lens 38e · Devecseri 64e (csc) · van der Vaart 85e · Robben 89e | (4 - 0) | 47e (pen.) Dzsudzsák | Arbitrage : Martin Atkinson | Arbitrage : Martin Atkinson |

|             | Andorre | 0 – 4   | Roumanie                                               | Estadi Comunal, Andorre-la-Vieille |                              |
| 20:30 UTC+2 |         | (0 - 1) | 41e Keserü · 53e Stancu · 62e (pen.) Torje · 85e Lazăr | Arbitrage : Stephan Klossner       | Arbitrage : Stephan Klossner |

|             | Estonie | 0 – 2   | Turquie                | A. Le Coq Arena, Tallinn   |                            |
| 21:30 UTC+3 |         | (0 - 1) | 22e Bulut · 47e Yılmaz | Arbitrage : Nicola Rizzoli | Arbitrage : Nicola Rizzoli |

| 10e journée                 | Hongrie                           | 2–0   | Andorre | Stade Ferenc-Puskás, Budapest                    |                                                  |
| 15 octobre 2013 20:00 UTC+2 | 51e Nikolic · 76e (csc) Lima Sola | (0–0) |         | Spectateurs : 5 200 Arbitrage : Daniel Stefanski | Spectateurs : 5 200 Arbitrage : Daniel Stefanski |

|             | Roumanie       | 2–0   | Estonie | Arena Națională, Bucarest                         |                                                   |
| 21:00 UTC+3 | 31e 81e Marica | (1–0) |         | Spectateurs : 18 852 Arbitrage : Marijo Strahonja | Spectateurs : 18 852 Arbitrage : Marijo Strahonja |

|             | Turquie | 0–2   | Pays-Bas                 | Stade Şükrü Saracoğlu, Istanbul                       |                                                       |
| 21:00 UTC+3 |         | (0-1) | 8e Robben · 47e Sneijder | Spectateurs : 41 814 Arbitrage : Olegário Benquerença | Spectateurs : 41 814 Arbitrage : Olegário Benquerença |

## Buteurs
Au 11 septembre 2013, 75 buts ont été inscrits au cours des 24 rencontres disputées, soit une moyenne de 3,125 buts/match.
| Pos | Joueur               | Pays     | Buts |
| --- | -------------------- | -------- | ---- |
| 1   | Robin van Persie     | Pays-Bas | 11   |
| 2   | Umut Bulut           | Turquie  | 5    |
| 2   | Burak Yılmaz         | Turquie  | 5    |
| 2   | Jeremain Lens        | Pays-Bas | 5    |
| 2   | Rafael van der Vaart | Pays-Bas | 5    |
| 6   | Balázs Dzsudzsák     | Hongrie  | 3    |
| 6   | Ciprian Marica       | Roumanie | 3    |
| 8   | Konstantin Vassiljev | Estonie  | 2    |
| 8   | Dániel Böde          | Hongrie  | 2    |
| 8   | Zoltán Gera          | Hongrie  | 2    |
| 8   | Tamás Hajnal         | Hongrie  | 2    |
| 8   | Vladimir Koman       | Hongrie  | 2    |
| 8   | Ádám Szalai          | Hongrie  | 2    |
| 8   | Klaas-Jan Huntelaar  | Pays-Bas | 2    |
| 8   | Bruno Martins Indi   | Pays-Bas | 2    |
| 8   | Ruben Schaken        | Pays-Bas | 2    |
| 8   | Gabriel Torje        | Roumanie | 2    |
| 8   | Mevlüt Erdinç        | Turquie  | 2    |
| 8   | Selçuk İnan          | Turquie  | 2    |
| 20  | Henri Anier          | Estonie  | 1    |
| 20  | Tarmo Kink           | Estonie  | 1    |
| 20  | Joel Lindpere        | Estonie  | 1    |
| 20  | Andres Oper          | Estonie  | 1    |
| 20  | Roland Juhász        | Hongrie  | 1    |
| 20  | Krisztián Németh     | Hongrie  | 1    |
| 20  | Tamás Priskin        | Hongrie  | 1    |
| 20  | Vilmos Vanczák       | Hongrie  | 1    |
| 20  | Luciano Narsingh     | Pays-Bas | 1    |
| 20  | Arjen Robben         | Pays-Bas | 1    |
| 20  | Alexandru Chipciu    | Roumanie | 1    |
| 20  | Valerica Gaman       | Roumanie | 1    |
| 20  | Gheorghe Grozav      | Roumanie | 1    |
| 20  | Costin Lazăr         | Roumanie | 1    |
| 20  | Alexandru Maxim      | Roumanie | 1    |
| 20  | Adrian Mutu          | Roumanie | 1    |
| 20  | Mihai Pintilii       | Roumanie | 1    |
| 20  | Cristian Tănase      | Roumanie | 1    |
| 20  | Emre Belözoğlu       | Turquie  | 1    |
| 20  | Arda Turan           | Turquie  | 1    |

But contre son camp :
- Ragnar Klavan (pour la Hongrie )